# Variant del peó enverinat
La variant del peó enverinat és el nom que rep qualsevol de les diverses variants d'obertura en què hom diu que un peó és "enverinat" perquè capturar-lo podria derivar en problemes posicionals o pèrdues materials. La més coneguda d'aquestes, és una línia de la variant Najdorf de la defensa siciliana, que comença amb els moviments:
1.e4 c5
2.Cf3 d6
3.d4 cxd4
4.Cxd4 Cf6
5.Cc3 a6
6.Ag5 e6
7.f4 Db6
i després d'aquesta seqüència 8.Dd2 normalment es continua Dxb2, acceptant el peó-b2 «enverinat». Les blanques també poden fer 8.Cb3, protegint el peó.
|  |

## Història
Un dels pioners d'aquesta línia fou David Bronstein, qui va empatar el matx pel Campionat del món de 1951 contra Mikhaïl Botvínnik 12–12. Bobby Fischer posteriorment també va fer servir la variant, jugant-la de manera molt reeixida.
La línia va obtenir un gran renom a partir de quan fou jugada a la 7a i l'onzena partides del Campionat del món de 1972 entre Fischer i Spassky. En ambdues partides Fischer duia negres i acceptà el peó. A la primera, va assolir una posició segura amb un confortable avantatge material, però només feu taules. A la segona, Spassky va sorprendre Fischer amb una novetat teòrica i va guanyar la partida després d'una pobra defensa de Fischer, tot permetent que Spassky li atrapés la dama, i provocant l'única derrota de Fischer en la variant del peó enverinat.
La línia va ser emprada reeixidament per altres jugadors d'elit, inclosos els campions del món Garri Kaspàrov, Viswanathan Anand, i fins i tot Anatoli Kàrpov. Roman com una de les més teòricament importants variants de la defensa siciliana. En èpoques més recents, la línia ha esdevingut un camp de batalla popular en escacs per ordinador, amb els programadors intentant de «treure's del llibre» els uns als altres tot aprofundint progressivament més i més en les diferents línies de la variant. Com a resultat, la línia ha estat profundament investigada, i sembla que condueix a les taules amb un joc perfecte per ambdós bàndols.

## Altres línies
També hi ha una variant del peó enverinat a la variant Winawer de la defensa francesa: 1.e4 e6 2.d4 d5 3.Cc3 Ab4 4.e5 c5 5.a3 Axc3+ 6.bxc3 Ce7 7.Dg4 Dc7 8.Dxg7 Tg8 9.Dxh7 cxd4 10.Ce2 Cbc6 (o 10.Rd1 Cd7). Com a la variant del peó enverinat de la siciliana Najdorf, la línia provoca importants debilitats a ambdós bàndols, i pot conduir a línies extremadament complexes. Les blanques poden atacar al flanc de rei i intentar d'explotar el seu peó-h passat, mentre les negres lluiten per destruir el centre.
També hi ha una variant del peó enverinat al gambit letó: 1.e4 e5 2.Cf3 f5 3.Ac4 fxe4 4.Cxe5 Dg5?! una variant que duu a un joc extremadament agut, i que es considera dubtosa i no és massa emprada actualment. Malgrat tot, Graham Burgess diu que «no és totalment dolenta».